# Folkestone

Folkestones Hafen, vom Golfplatz aus

Folkestone [ˈfəʊkstən] ist eine Stadt und der Verwaltungssitz des Bezirks Folkestone and Hythe in der Grafschaft Kent im Vereinigten Königreich. Die Stadt liegt am Ärmelkanal und hat ca. 53.000 Einwohner (2017). Einige Vororte und Stadtteile sind Capel-le-Ferne, Cheriton, Hythe und Hawkinge.

## Geographie
Folkestone liegt in der Region Südostengland an der Nordküste des Ärmelkanals, der als Meeresstraße den Atlantik im Westen mit einem seiner Randmeere, der Nordsee, im Osten verbindet. Es befindet sich etwa elf Kilometer südwestlich von Dover.

## Geschichte
Die Gegend um Folkestone wurde seit der Mittelsteinzeit besiedelt. 2010 wurden bearbeitete Feuersteine unter den Überresten einer römischen Villa gefunden. Bei Ausgrabungen in den Jahren 1924 und 2010/2011 wurden Überreste gefunden, die sich dem Zeitraum von der Mittelsteinzeit bis in die Römische Besatzung Britanniens zuordnen lassen. 
Im Mittelalter gehörte das Fischerdorf Folkestone zu der im Besitz eines normannischen Ritters befindlichen Baronie Folkestone. Daraus ergab sich im 13. Jahrhundert die Zuordnung zum Städtebund der Cinque Ports, die zur Entwicklung des Ortes zu einem wohlhabenden Handelshafen führte. Zu Beginn der Tudorzeit erhielt Folkestone Stadtrechte.
Aufgrund der Kriege mit Frankreich wurden die Verteidigungsanlagen sowie der Hafen ausgebaut. Wie in zahlreichen anderen Siedlungen der Südküste entwickelte sich im 18. Jahrhundert auch in Folkestone der Schmuggel. Nach der Inbetriebnahme des Hafens um 1800 hatte der Anschluss ans Eisenbahnnetz 1843 großen Einfluss auf die Entwicklung der Stadt. Damit kam auch der Tourismus zur Blüte.

## Sehenswürdigkeiten

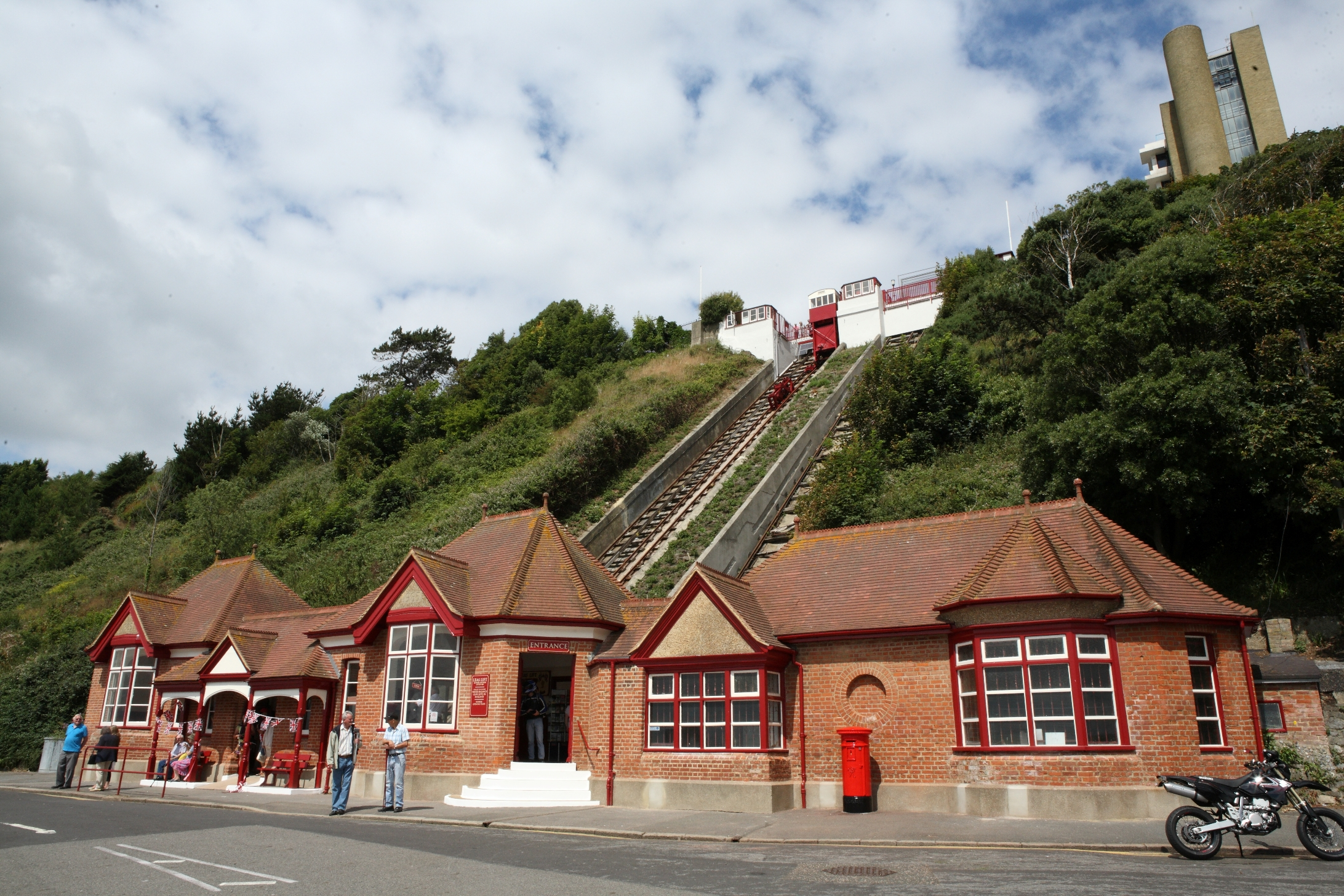
Leas Lift, von der Lower Sandgate Road aus

Ein Wahrzeichen Folkestones sind The Leas, die Klippen über dem Strand.
Der Leas Lift ist eine Wasserballastbahn aus dem Jahr 1885, die die Lower Sandgate Road mit The Leas verbindet.
Ein Martello-Turm steht auf der Klippe über Copt Point. 
Das White Horse of Folkestone ist in den Cheriton Hill über dem Tunnelportal des Eurotunnels eingraviert. 

## Verkehr
Nordwestlich von Folkestone liegt das britische Portal des Eurotunnels. Große Verkehrsanlagen ermöglichen die Ausfahrt der Autos und Lastwagen von den Shuttle-Zügen und deren Rangierverkehr.
In Folkestone beginnt die Autobahn M20 nach London.
Durch die Southeastern ist Folkestone an den Eisenbahnverkehr angeschlossen. Ursprünglich existierten vier Bahnhöfe: Folkestone West, Folkestone Central, Folkestone Junction und Folkestone Harbour. Folkestone Junction wurde 1965 geschlossen, Folkestone Harbour im fahrplanmäßigen Verkehr 2001/2002, er wird jedoch für touristische Zwecke weiterverwendet.

## Wirtschaft
Luftkissenfahrzeuge und Fähren stellten früher die Verbindung mit den französischen Hafenstädten Boulogne-sur-Mer und Calais auf dem Festland her. Heute liegt bei Folkestone das britische Ende des Eurotunnels. 
In der Stadt gibt es viele Sprachschulen, die in den Sommermonaten wegen der Küstenlage und der geografischen Nähe zum europäischen Festland besonders gefragt sind.

## Söhne und Töchter der Stadt
- William Harvey (1578–1657), englischer Arzt und Anatom, Entdecker des Blutkreislaufs
- Henry Jones (1822–1900), Orgelbauer
- William Hall-Jones (1851–1936), neuseeländischer Politiker (Liberal Party) und 16. Premierminister Neuseelands
- Walter Tull (1888–1918), Fußballspieler und Offizier
- Vernon Harris (1905–1999), Drehbuchautor
- Tony Masters (1919–1990), Filmarchitekt
- David Morris (1924–2007), Schauspieler und Maler
- Gwendoline Acason (ca. * 1925), Mitarbeiterin des Women’s Royal Naval Service (WRNS)
- Noel Redding (1945–2003), britischer Gitarrist und Bassist
- Richard Ashworth (* 1947), britischer Politiker (Conservative Party) und Mitglied des Europäischen Parlaments für Südost-England
- Pete Kircher (* 1948), britischer Schlagzeuger
- John Inge (* 1955), anglikanischer Theologe
- Jill Ellis (* 1966), Fußballtrainerin
- John-Dylan Haynes (* 1971), deutscher Hirnforscher

## Städtepartnerschaften
Folkestone ist durch Städtepartnerschaften verbunden mit 
- Boulogne-sur-Mer in Frankreich
- Middelburg in den Niederlanden

Außerdem gehört die Stadt dem Städtebund Cinque Ports an, in dem Städte an der englischen Kanalküste zusammenarbeiten.